# Epipamponeurus americanus
Epipamponeurus americanus är en tvåvingeart som beskrevs av Becker 1919. Epipamponeurus americanus ingår i släktet Epipamponeurus och familjen rovflugor.
Artens utbredningsområde är Ecuador. Inga underarter finns listade i Catalogue of Life.